# USA:s Billie Jean King Cup-lag
USA:s Billie Jean King Cup-lag representerar USA i tennisturneringen Billie Jean King Cup, och kontrolleras av Amerikanska tennisförbundet.

## Historik
USA deltog första gången premiäråret 1963. Laget har vunnit turneringen flera gånger. 2017 vann man för första gången sedan år 2000.

### Fotnoter
1. ↑  ”United States beat Belarus to win first Fed Cup title since 2000” (på engelska). CNN. 13 november 2017. http://edition.cnn.com/2017/11/13/tennis/fed-cup-usa-coco-vandeweghe/index.html. Läst 28 november 2017.